# Zupčasti remen
Zupčasti remen može biti ozubljen samo s donje ili s donje i gornje strane i zahvaća u odgovarajuće ozubljene remenice, te na taj način prenosi snagu i gibanje pomoću veze oblikom. Zupčasti remeni omogućuju brzine remena do 60 m/s. Vučnu silu preuzima pletivo od tankih čeličnih žica uloženo kod beskonačnog remenja od plastičnih masa (neopren ili vulkollan). Čelično pletivo daje remenu izvanrednu savitljivost i velik otpor protiv rastezanja. Ako je prijenosni omjer veći od 3,5 onda veća remenica može biti ravna umjesto ozubljena, zbog velikog obuhvatnog kuta. 
Plastična masa remena je otporna prema trošenju, neosjetljiva je na ulje, benzin i alkohol, postojana u odnosu na starenje, na ozon i na Sunčevu svjetlost. Budući da je remene potrebno samo malo predzatezati, opterećenje ležaja razmjerno je nisko. Remeni mogu raditi na pogonskim temperaturama do 80 °C. Neozubljeni, mogu takvi remeni služiti i kao plosnati remeni od plastičnih masa. 
Ozubljene remenice izrađene su pretežno od metala (prvenstveno iz AlCuMg), s glodanim zubima posebnog ozubljenja, ali i od plastične mase. U serijskoj proizvodnji se za izradu ozubljenih remenica upotrebljava i precizni tlačni lijev. Da ne bi došlo do bočnog silaženja zupčastog remena s remenice, stavljaju se bočne ploče, i to bilo dvije na jednoj remenici ili po jednu na svakoj remenici.